# Richard Morton
Richard Morton (ur. 1637 w Suffolk, zm. 30 sierpnia 1698 w Londynie) – angielski lekarz, który zapisał się w historii medycyny badaniami nad gruźlicą. Przypisuje mu się również jeden z pierwszych nowożytnych opisów jadłowstrętu psychicznego.
Był synem pastora Roberta Mortona. W 1670 został doktorem medycyny na Oxford University. Potem praktykował w Londynie i został przyjęty do College of Physicians w grudniu 1679 roku. Miał co najmniej czworo dzieci, syna Richarda, córki Sarah (1665), Marcię (1669) i Honor.